# Hemimycena pseudocrispula
Hemimycena pseudocrispula es una especie de hongo basidiomiceto de la familia Mycenaceae, del orden  Agaricales.

## Sinónimos
- Delicatula pseudocrispula (Kühner & Romagn, 1953)
- Helotium pseudocrispulum (Redhead, 1982)
- Marasmiellus pseudocrispulus (Singer, 1951)
- Mycena pseudocrispula (Kühner, 1938)